# Personaggi di Angel's Friends
Lista dei personaggi del fumetto italiano Angel's Friends e del cartone animato omonimo.

## Angels
Gli Angels sono gli angeli abitanti di Angie Town, i protettori dei Terreni.

### Raf
Nel fumetto, vive con sua madre in una grande casa ad Angie Town e ha 12 astri. È perseverante, leale, fantasiosa e coraggiosa, ma testarda ed imprudente. Organizza i concerti della band degli Angels, nella quale fa la cantante. Il suo terreno è Andrea. Ama la cucina e l'erboristeria ed è innamorata del Terreno Raoul. La sua mascotte è la coccinella Cox, che si trasforma nel ciondolo della sua collana.
Nel cartone animato, ha 15 "astri". È curiosa e vivace, pratica e razionale, romantica e premurosa ma e anche cinica testarda e ha volte anche egoista. È la leader delle Angel's Friends, il gruppo di Angels della scuola. Quando raf ha qualche problema, scrive sul suo diario. Il suo Terreno è il 14enne Andrea e il suo rivale è Sulfus anche se  Raf si innamora di lui e, per contrastare questo sentimento, i professori sostituiscono Andrea con le gemelle Elena e Giulia; il nuovo rivale di Raf è Gas. Successivamente, ritorna ad essere la Angel di Andrea, e nella seconda stagione di Daniele. È particolarmente gelosa di Misha. Scopre, a causa di una voglia sul collo, che non è nata Angel, ma Terrena. Reìna le racconta che i suoi genitori erano due potenti sovrani, morti per via di uno scontro fra Angels e Devils, ma in realtà è la figlia di Malachia (che sacrifica la propria vita per salvarla) e sua moglie Angelie (tenuta rinchiusa, immersa in un sonno perenne, in una campana di cristallo). La mascotte di Raf è Cox, una coccinella che riposa sulla fibbia della sua cintura. 

Poteri: i poteri di Raf si chiamano Fast Fly e si basano sulla velocità, sia della mente che del corpo.
1. Speed Fly: permette di aumentare la velocità del volo.
2. Rock Fly: crea uno scudo con le ali per difendersi.
3. Think Fly: conferiscono la telepatia, che le permette di leggere o parlare nel pensiero con chiunque e nei casi di scontro di possedere la mente delle persone, difendersi e attaccare psichicamente.
4. Inflame: un potere molto simile al Fire Fly di Sulfus, ma le sfere di fuoco sono di color azzurro. È infatti un potere da Devil, ottenuto da Raf durante un litigio con Sulfus, dopo che quest'ultimo le ha dato uno schiaffo.
5. Prisma Fly: ali che sprigionano l'essenza cromatica sempiterna di colore azzurro celeste, con la quale sconfigge Reìna. Durante il primo utilizzo, Raf si trasforma in Stella Angelica.
6. Bell Fly: ali che sprigionano una luce sempiterna azzurra con delle campane gialle.

Per realizzare la versione animata di Raf, la creatrice Simona Ferri si è ispirata alla cantante Avril Lavigne.

### Urié
Nel fumetto, è originaria di Angie Town e nella sua cameretta ha una collezione di poster e foto della Terra. Ha 11 astri. È dolce, vivace, fantasiosa e divertente, ma sbadata e ingenua. Nella band degli Angels suona la batteria. È segretamente innamorata del Devil Mefisto. La sua Terrena è Mara. La sua passione è la fotografia e adora raccontare barzellette. La sua mascotte è la lucciola Lampo, che si trasforma in una delle sue mollette.
Nel cartone animato, è la migliore amica di Raf sin da quando erano piccole. uriè e simpatica e allegra ed la più sensibile  del gruppo e Ha una vera passione per la fotografia e possiede una macchina fotografica magica, la Digi-dream, che può fotografare sia gli oggetti realmente esistenti che i sogni delle persone, permettendo anche di entrare nella loro memoria. . La sua Terrena è Ginevra nella prima stagione e Sara J nella seconda, ed è in coppia con Cabiria. La sua mascotte è la lucciola Lampo, che riposa sul fiore che Urié ha sulla gonna. 

Poteri: i poteri di Urié si chiamano Natural Fly e si basano sulla natura.
1. Flower Fly: fanno crescere liane e altri tipi di vegetazione, che vengono usati per bloccare il nemico.
2. Hydro Fly: consentono di respirare e volare sott'acqua.
3. Meteo Fly: modificano le condizioni meteorologiche.
4. Jump Fly: utilizzato solo insieme allo Scettro di Luce nell'episodio 1x07, permette di compiere salti molto alti.
5. Multi-Beast: nuovo potere di Urié che le permette di trasformarsi in qualsiasi animale. Urié lo acquisisce durante il Torneo di Luce e Ombra.
6. Prisma Fly: ali che sprigionano l'essenza cromatica sempiterna di colore giallo.

- Doggy Fly: la trasforma in un cane. Urié acquisisce questo potere nella seconda stagione.

1. Hurricane Fly: nuovo potere di Urié nella seconda stagione, le permette di creare diversi uragani. Urié lo acquisisce combattendo contro Miguel.
2. Green Fly: nuovo potere di Urié nella seconda stagione, le permette di creare una sostanza gommosa verde che tiene i piedi dell'avversario a terra. Urié lo acquisisce combattendo contro Miguel.

### Miki
Nel fumetto, Miki vive ad Angie Town con la mamma, che vorrebbe fosse meno maschiaccia. miki sta frequentando il suo secondo stage sulla Terra perché l'ultima volta è stata bocciata: contravvenendo al V.E.T.O., infatti, ha toccato il suo Terreno Adriano per guarirlo. Ha 9 astri, è generosa e sincera, ma lunatica e brusca. Suona la chitarra e prepara gli arrangiamenti nella band funky degli Angels. Il suo Terreno è Edoardo. Si occupa della rubrica musicale su AF. È leggermente sovrappeso e la sua mascotte è la libellula Lula, che si trasforma nel codino che ferma la sua treccia.
Nel cartone animato è una ripetente, gentile e generosa ma e anche una mashiaccia ed molto prepotente soprattutto con i devils che gli stanno antipatica. È sportiva e le piace molto scherzare e divertirsi con gli amici. È anche molto coraggiosa e non si tira indietro dinanzi alle difficoltà. Inizialmente il suo Devil avversario è Gas di cui si prenderà una cotta,  il suo Terreno Matteo, poi, con l'allontanamento di Raf e Sulfus, sostituisce l'amica come Angel di Andrea. Successivamente, diventa la Angel anche di Giulia ed Elena; nella seconda stagione, invece, custodisce Caterina. La mascotte di Miki è Lula, una libellula che quando non è attiva si presenta come la stella che ha fra i capelli.

Poteri: Miki non ama la violenza, quindi i suoi poteri, il cui nome è Defense Fly, sono di tipo difensivo.
1. Wall Fly: crea un muro azzurro dietro il quale ci si può difendere.
2. Gummy Fly: crea della gomma arancione contro la quale rimbalzano i colpi avversari.
3. Sticker Fly: spara migliaia di stickers gialli appiccicosi contro gli avversari, immobilizzandoli.
4. Ice: nuovo potere di Miki che le permette di sprigionare ghiaccio dal nulla e controllarlo: lo usa spesso per creare scudi di ghiaccio e congelare.
5. Prisma Fly: ali che sprigionano l'essenza cromatica sempiterna di colore verde.

### Gabi
Nel fumetto è nato ad Angie Town, dove torna sempre durante i fine settimana. Ha 11 astri, è razionale, ingegnoso e vivace, ma sbadato e senza senso pratico. Nella band degli Angels, suona la tastiera. La sua Terrena è Alessia. Gabi è appassionato di rompicapi, tecnologia e informatica: grazie al suo palmare (il Celeston), è in grado di prevedere il comportamento dei Terreni. È segretamente innamorato di Raf. La sua mascotte è l'ape Ginger, che si trasforma in un moschettone appeso al passante della cintura dei suoi pantaloni.
Nel cartone animato è un Guardian Angel già diplomato, richiamato sulla Terra da Arkhan per controllare Raf e assicurarsi che stia lontana da Sulfus, con la scusa di farle da tutor. Nell'episodio 21 decide di smettere di controllare Raf, poiché lei sceglie di dimenticare Sulfus, ma viene morso dal ragno di Reìna e si innamora della giovane Angel, decidendo così di restare ancora al suo fianco e tenerla lontana il più possibile da Sulfus. Dopo il sacrilegio, la cotta per Raf svanisce e Gabi torna ad Angie Town al posto di Raf.

Poteri: i suoi poteri si chiamano Star Fly.
1. Web Fly: ali che catturano il nemico con una rete.
2. Maxin Fly: ali che colpiscono il nemico con dei raggi di luce.

### Arkan
Arkan ("Arkhan" nel cartone animato) è il professore degli Angels e insegna Infanzia Terrena positiva (nel fumetto), e Vita Terrena positiva (nel cartone animato).

Poteri
1. Sin Fly: ali che gli permettono di intercettare trasgressioni, violenze, bugie e furti.

### Solo fumetto

#### Ang-Lì
Appassionato di manga, ha 8 astri, porta un grosso paio di occhiali ed è un tipo tranquillo, goloso e fantasioso, ma pigro. Condividendo le sue passioni con Cabiria, la incontra spesso per scambiarsi opinioni e materiale. È il saxista e il trombettista della band angelica. La sua Terrena è Ginevra. La sua mascotte è Zeppo, un insetto stecco.

#### Cimentus
Professore degli Angels, insegna Volo e Portamento serafico.

### Solo cartone animato

#### Dolce
appare nella serie tv ma non nel fumetto. e simpatica giocosa ma molto ingenua ed la meno inteligente del gruppo, riesce a far sorridere le sue amiche in qualsiasi momento, anche quando sono tristi. Le piace  scherzare ama la moda e non prende le cose seriamente, anche se a volte si dimostra saggia. Le sue passioni sono lo shopping e collezionare occhiali da sole. Le piace anche mangiare lecca-lecca. Il suo Terreno è Edoardo nella prima stagione, Liù nella seconda, invece la sua rivale Devil è Kabalé. La sua mascotte è la farfalla Butterfly, che riposa sulla sua fascia per capelli. 

Poteri: i poteri di Dolce si chiamano Tecno Fly e si basano sulla tecnologia.
1. Sound Fly: emette onde sonore che rendono sordo temporaneamente chiunque le ascolti.
2. Video Fly: crea ologrammi verosimili.
3. Stop Fly: permette di fermare ogni cosa.
4. Hairy Fly: i suoi capelli crescono e attaccano l'avversario come una frusta. Dolce acquisisce questo potere nella seconda stagione.
5. Prisma Fly: ali che sprigionano l'essenza cromatica sempiterna di colore rosa.

#### Tyco
È un Angel vissuto durante l'antica civiltà azteca. È innamorato della Devil Sai, ma cerca di non ammetterlo e fa di tutto per nasconderlo. Dopo aver commesso sacrilegio baciando Sai, viene cacciato dal mondo angelico. Insieme all'amata intraprende il Sentiero delle Metamorfosi per diventare Terreno e vivere con lei, ma, sebbene arrivino in fondo, falliscono e lui dove tornare indietro senza Sai, costretto ad essere infelice per tutta la vita. La sua mascotte è Fulmina, un camaleonte che ha lasciato a Sai come suo ricordo.

Poteri
1. Radius Ala: ali in grado di emanare raggi che colpiscono il nemico.
2. Scutum Ala: ali scudo per difendersi come il Rock Fly di Raf.
3. Cuspis Ala: ali che lanciano frecce di luce.
4. Moltiplicatum: ali che generano doppioni del suo corpo, simile al Double Fly di Kabalé. Viene utilizzato nel film Tra sogno e realtà.
5. Rubes Ala: ali che creano fulmini che fanno spuntare aculei nel punto in cui cadono. Viene utilizzato nel film Tra sogno e realtà.
6. Agilis Ala: ali in grado di evitare gli attacchi degli avversari. Viene utilizzato nel film Tra sogno e realtà.

#### Terence
Compare per la prima volta nel film Tra sogno e realtà. Professore delle Angels, insegna Recitazione Terrena e Interazione Terrena. Sulfus crede che Raf si sia innamorata di lui. Nella seconda stagione, si trasferisce alla Golden School a insegnare Proiezione e Personificazione.
Poteri
1. Water Fly: crea dell'acqua. Viene mostrato per la prima volta nella seconda stagione.
2. Super Kick Fly: Terence si trasforma in un tornado e si scaglia contro l'avversario, colpendolo con un calcio. Viene mostrato per la prima volta nella seconda stagione.

#### Omnia
Nuova professoressa degli Angels nella seconda stagione, insegna Storia e geografia angeliche.

Poteri
1. Sleep Fly: usa una bacchetta che emana una luce in grado di far addormentare chiunque.

## Devils

I Devils nel fumetto. Da sinistra: Mefisto, Gas, Kabalé, Cabiria e Sulfus.

Sono i Diavoli abitanti di Zolfanello City, che irretiscono i Terreni.

### Sulfus
Nel fumetto, ha 13 lampi, proviene da Zolfanello City, dove vive in una grotta con i genitori, ed è pluriripetente. È prepotente, egoista, bugiardo e vanitoso, ma ha paura dei dottori. È innamorato di Raf, ma fa molta fatica ad ammetterlo. Nella band dei Devils suona il basso. È appassionato di rafting, surf, immersioni e hackeraggio; ama conquistare le ragazze. La sua mascotte è il serpente Basilisco.
Nel cartone animato, è il capo del gruppo dei Devils, i Devil's Enemies. È freddo, implacabile, superbo, vanitoso, non si lascia spaventare da niente ed è spesso violento e prepotente. Adora stuzzicare Raf, della quale si è innamorato a prima vista. La Angel è in coppia con lui per assistere Andrea, ma poi i due vengono separati e lui si trova ad avere come Terreno Matteo e ad affrontare Miki, che sconfigge la maggior parte delle volte. Nella seconda stagione tenta Daniele. È geloso di Gabi, che è sempre intorno a Raf, e di Terence. La sua mascotte è Basilisco, un serpente corallo. Quando non è attivo si trasforma nel tatuaggio sull'avambraccio destro del suo padrone.

Poteri: i poteri di Sulfus si basano sul contatto fisico e si chiamano Power Fly.
1. Fire Fly: Potere che permette di scagliare potenti sfere di fuoco di colore rosso.
2. Macro Fly: permettono di ingrandire le proprie dimensioni.
3. Body Fly: aumentano la forza di Sulfus, trasformando il suo corpo in un fascio di muscoli violacei.
4. Recover: nuovo potere di Sulfus, guarisce le ferite. In realtà è un potere da Angel, ottenuto a causa della sua preoccupazione per Raf e della sua voglia di proteggerla.
5. Prisma Fly: ali che sprigionano l'essenza cromatica sempiterna di colore rosso.
6. Iron Fly: permettono di sparare punte di acciaio, o di difendersi rendendo le ali metalliche. Sulfus acquisisce questo potere nella seconda stagione.
7. Smash Fly: aumenta la forza dei pugni. Sulfus acquisisce questo potere nella seconda stagione.

Per realizzare la versione animata di Sulfus, la creatrice Simona Ferri si è ispirata al cantante Bill Kaulitz.

### Cabiria
Nel fumetto, ha 11 lampi, è intelligente ed elegante, ma molto permalosa ed introversa, possiede una grande biblioteca/videoteca a Zolfanello City. È amica di Ang-Lì, che ha le sue stesse passioni: cinema (soprattutto i film muti degli anni trenta) e lettura (libri gotici e fumetti). È la batterista dei Devils. La sua Terrena è Alessia. La sua mascotte è il ragno Aracno.
Nel cartone animato, è testarda e determinata, non si arrende facilmente. È malinconica, fredda, calcolatrice e la più intelligente del suo gruppo. Passa molto tempo a riflettere e adora ingannare gli altri e ordire intrighi. È affascinata dalle creature della notte ed è appassionata di moda. È la migliore amica di Kabalé. Durante lo stage assiste Ginevra nella prima stagione, e  Sara J nella seconda, e combatte contro Urié. La sua mascotte è Aracno, un ragno, che quando non è attivo si trasforma in uno dei suoi orecchini.

Poteri: i suoi poteri si basano sulle tenebre, infatti il loro nome è Darkness Fly.
1. Night Fly: fanno scendere la notte.
2. Dark Fly: crea un buio impenetrabile intorno a sé.
3. Wild Fly: richiamano gli animali selvatici feroci.
4. Dry Fly: richiamano un vento caldo che rende arida la zona intorno a lei.
5. Wind Fly: utilizzato solo nell'episodio 1x12, aumenta la sua velocità in volo.
6. Hypnosis: potere mediante il quale riesce ad ipnotizzare gli altri. Lo acquisisce durante il Torneo di Luce e Ombra.
7. Prisma Fly: ali che sprigionano l'essenza cromatica sempiterna di colore blu.
8. Web Fly: crea una ragnatela gigante. Cabiria acquisisce questo potere nella seconda stagione.

### Kabalé
Nel fumetto, proviene da Zolfanello City, dove ha un libro di pozioni e svolge esperimenti. Ha 10 lampi, è allegra e intelligente, ma tende ad imbrogliare e il suo sorriso la fa sembrare un po' pazza. È il braccio destro di Sulfus. Le piace creare pozioni, scherzare e barare al gioco d'azzardo. Nella band diabolica è la chitarrista. Il suo Terreno è Edoardo. La sua mascotte è il pipistrello Nosferatu.
Nel cartone animato, è una Devil amica di Sulfus. Ama le sfide e il gioco d'azzardo, al quale bara sempre. Le piace apparire e ha una passione per le pozioni. Durante lo stage il suo Terreno è Edoardo nella prima stagione, Liù nella seconda, mentre la sua rivale Angel è Dolce. La sua mascotte è Nosferatu, un pipistrello che riposa sul suo braccialetto con le borchie.

Poteri: i poteri di Kabalé si chiamano Transformer Fly e le permettono di cambiare forma.
1. Invisible Fly: la rendono invisibile.
2. Double Fly: creano numerose copie di Kabalé.
3. Metamor Fly: le permettono di assumere qualsiasi forma.
4. Prisma Fly: ali che sprigionano l'essenza cromatica sempiterna di colore viola.
5. Psycho Fly: nuovo potere di Kabalé nella seconda stagione. Le ali le permettono di confondere l'avversario e fargli girare la testa.
6. Tricky Tricky: ali che sprigionano un raggio arcobaleno, creando sabbie mobili sul terreno. Viene acquisito nella seconda stagione.

### Gas
Nel fumetto è il Devil più debole e tonto, che pensa solo al cibo, ai videogiochi e a dormire. È la vittima preferita degli scherzi dei suoi compagni, in particolare di Sulfus, e fa il tastierista della band dei Devils.
Nel cartone animato, è un amico di Sulfus un po' tonto, è molto in sovrappeso e viene spesso deriso dalle angels perché la sua passione è il cibo spazzatura, soprattutto pizza, hamburger e gelati. La sua Angel avversaria è Miki  ed fidanzato con lei.  il suo è Terreno Matteo, ma poi si trova contro Raf per le anime di Giulia ed Elena; nella seconda stagione tenta Caterina. È innamorato della professoressa dei Devils, Temptel. Cerca di comportarsi da duro, ma è il Devil più innocuo. Gli piacciono i piercing. La sua mascotte è la rana Gracida, che si trova sul suo bracciale con le borchie.

Poteri
1. Quake Fly: spacca il terreno.
2. Burger Fly: crea pietre che rotolando possono travolgere l'avversario.
3. Fat Fly: fa ingrassare l'avversario, rendendolo lento.
4. Magnetic-Force/Magnetic Fly: riesce a controllare a piacere ogni oggetto metallico.
5. Prisma Fly: ali che sprigionano l'essenza cromatica sempiterna di colore arancione.
6. Toxic Fly: sprigiona un gas tossico. Gas acquisisce questo potere nella seconda stagione.

### Temptel
È la professoressa dei Devils e insegna Infanzia Terrena negativa (nel fumetto) e Vita Terrena negativa (nel cartone animato). Nel cartone animato, Gas è perdutamente innamorato, ma lei non lo considera, sia perché è un suo alunno, sia perché ha troppa voglia di studiare.

Poteri
1. Guilty Fly: intercetta i trasgressori.
2. Fust Fly: allarga le crepe.

### Solo fumetto

#### Mefisto
Cantante della band dei Devils, ha 12 lampi, è rozzo, ignorante e parla in modo sgrammaticato; ama la musica (soprattutto heavy metal) e ascolta sempre il suo lettore mp3. Gli piace suonare il basso elettrico e la chitarra elettrica, mentre non sopporta gli insetti, soprattutto le coccinelle. La sua Terrena è Ginevra, mentre la sua mascotte è il geco Okkio.

#### Putzo
È un professore dei Devils, insegna Malefici alchemici.

### Solo cartone animato

#### Misha
Giovane, bella e provocante Guardian Devil già diplomata. Il suo compito è tenere d'occhio Sulfus e controllarlo affinché stia lontano da Raf. Viene morsa dal ragno di Reìna, che la fa innamorare di Sulfus, in modo da far ingelosire Raf e farla avvicinare ancora di più al Devil. Dopo il sacrilegio, la cotta per Sulfus passa e Misha torna a Zolfanello City al posto di Sulfus.

Poteri
1. Aromatic Fly: sparge un profumo che seduce il nemico.

#### Sai
È una Devil della civiltà azteca, innamorata dell'Angel Tyco, ma, al contrario di lui, non ha paura di ammettere il suo amore. Dopo aver commesso sacrilegio baciandolo, viene cacciata dal mondo diabolico. Insieme all'amato intraprende il Sentiero delle Metamorfosi per diventare Terrena e vivere con lui, ma, sebbene arrivino in fondo, falliscono e Tyco deve tornare indietro senza di lei, che invece rimane alla fine del Sentiero, costretta a trascorrere una vita infelice. La sua mascotte è Gricera, una tarantola, che ha lasciato a Tyco come suo ricordo.

Poteri
1. Agilis Ala: le permettono di saltare molto agilmente.
2. Ignis Ala: ali in grado di sputare fuoco come il Fire Fly di Sulfus.

#### Zebel
Un Devil vissuto alla fine dell'Ottocento, contendeva l'anima di Malachia a Reìna. Dopo la scomparsa della moglie del Terreno, Angelie, riuscì a fargli intraprendere la via sbagliata. Assistette al tentativo di Reìna di far innamorare Malachia con un filtro d'amore che egli stesso aveva preparato e cercò di fermarla quando lei decise di andare al Golden Castle a rubare il ritratto del Terreno, ma fallì. Non si sa cosa gli sia accaduto dopo il sacrilegio di Reìna.

Poteri
1. Rope Fly: genera una fune che intrappola l'avversario.

#### Scarlett
Compare per la prima volta nel film Tra sogno e realtà. Giovane professoressa dei Devils, come Terence insegna Recitazione Terrena e Interazione Terrena. Nella seconda stagione, si trasferisce alla Golden School a insegnare "Proiezione e Personificazione".

#### Gnosis
Nuovo professore dei Devil nella seconda stagione, insegna Storia e geografia diaboliche. Ha una coda da diavolo, al contrario degli altri Devil.

Poteri
1. Stop Fly: blocca le persone.

## Terreni
Sono gli umani che abitano sulla Terra e devono essere custoditi dagli Angels o tentati dai Devils.

### Andrea
Nel fumetto, è un ragazzo bugiardo, custodito da Raf e irretito da Sulfus.
Nel cartone animato, è il Terreno quattordicenne che si contendono Raf e Sulfus. Dall'episodio 10 (per decisione dei professori che vogliono separare la Angel e il Devil) il ragazzo non è più custodito e tentato da loro. Adora i videogiochi. Vive con la sorellina di un anno, il padre e la madre Valeria. Nel romanzo Segreti e ombre alla Golden School, scopre di essere stato adottato. Non è molto bravo a giocare a pallacanestro. Ha successo con le ragazze e, successivamente, diventa il ragazzo di Ginevra.

### Ginevra
Nel fumetto, è la ragazza custodita da Ang-Lì e tentata da Mefisto.
Nel cartone animato, è la giovane Terrena che si contendono Urié e Cabiria. Si distingue dalle altre ragazze perché ha un look naturale e non segue la moda del momento. È la ragazza di Andrea.  simona ferri ha dichiarato che ginevra è bisessuale.

### Edoardo
Nel fumetto, è un ragazzo avaro e con la passione per gli affari protetto da Miki e irretito da Kabalé. È innamorato di Mara.
Nel cartone animato, è il giovane Terreno che si contendono Dolce e Kabalé. I suoi genitori sono divorziati e lui vive con la madre, mentre suo padre Filippo vive e lavora in un'altra città e si vedono solo qualche volta. È di famiglia benestante ed è innamorato di Ginevra. Ha una passione per la musica, in particolare per la batteria.

### Solo fumetto

#### Alessia
Tenera ma burbera e litigiosa, si comporta come un maschiaccio. Ha un passione per la chimica ed è la sorella minore di Raoul. I loro genitori sono separati e lei vive con sua madre. È la Terrena di Gabi e Cabiria.

#### Mara
È la Terrena creativa custodita da Urié e tentata da Gas.

#### Raoul
Il ragazzo Terreno del quale Raf è innamorata, fratello maggiore di Alessia. I loro genitori sono separati e lui vive con suo padre.

### Solo cartone animato

#### Matteo
È il giovane Terreno che si contendono Miki e Gas. In seguito Gas viene sostituito da Sulfus. Durante il processo per sacrilegio Sulfus sarà sostituito da Cabiria. Suona la chitarra elettrica.

#### Giulia ed Elena
Due gemelle molto ricche, che si sono appena trasferite in città. Diffidano del prossimo poiché, in tutte le scuole in cui si sono trasferite precedentemente, gli altri ragazzi volevano essere loro amici soltanto per i loro soldi. La loro Angel è Raf, che per essere separata da Sulfus è costretta a smettere di custodire Andrea, mentre il loro Devil è Gas. Durante il processo per sacrilegio Raf sarà sostituita da Urié. Successivamente, la loro Angel diventa Miki. Hanno entrambe una cotta per Matteo.

#### Angelie
È la moglie di Malachia e la madre di Raf, scomparsa misteriosamente in un vortice mentre giocava con la piccola nel giardino della Mistery House. Viene tenuta prigioniera in una campana di vetro, immersa in un sonno profondo, da Kubral e Cassidy, ma riesce a mettersi in contatto con Raf ogni volta che quest'ultima dorme profondamente grazie ai suoi poteri telepatici; è inoltre in grado di guarire le ferite, risolvere i conflitti, volare e vedere i sempiterni. Motivo per il quale Kubral e Cassidy la rapirono poiché a causa delle sue abilità le schiere angeliche e quelle diaboliche non potevano più entrare in battaglia.

#### Daniele
È il protetto di Raf e Sulfus nella seconda stagione. È un ragazzo umile che aiuta suo padre in un'officina; i suoi fratelli maggiori sono gangster e suo padre spera che Daniele non diventerà mai come loro.

#### Sara J
È la protetta di Urié e Cabiria nella seconda stagione. È diligente e seria, suona il pianoforte e ha una madre molto severa, che le ripete che deve essere sempre devota allo studio e alla musica, senza pensare ad altro. Ha la tendenza a voler primeggiare in tutto.

#### Liù
È la protetta di Dolce e Kabalé nella seconda stagione. Ha una cotta per il suo compagno Alessandro, ma lui non ricambia i suoi sentimenti, avendo a sua volta una cotta per Giorgia, amica di Liù. Pratica judo ed è considerata un maschiaccio per il suo modo di vestirsi e comportarsi.

#### Caterina
È la protetta di Miki e Gas nella seconda stagione. Ha una grande famiglia, i suoi genitori sono divorziati e sposati con altre persone, ma vivono tutti insieme nella stessa casa. Ha tre fratelli e altrettante sorelle, il più piccolo dei quali si chiama Milo.

#### Alessandro
Amico d'infanzia di Liù, ha una cotta per Giorgia. Dolce è innamorata di lui, tanto da scambiare il clone di Sulfus per lui a causa del morso di Basilisco quando è sotto il controllo dei nemici e da baciarlo davanti a Raf.

#### Giorgia
Amica di Liù, è innamorata di Alessandro. Liù cerca di separarli, essendo anche lei innamorata del ragazzo, facendo loro credere che i loro sentimenti non siano ricambiati.

#### Mirko
Rivale di Daniele, ama sfidarlo e prenderlo in giro perché lui è più ricco.

#### William
William è il rivale di Sara J a scuola, si contendono continuamente i voti migliori, ma all'esterno dell'ambiente di studio sono molto amici. Suona il violino ed è versato negli sport. Sara J ha una cotta per lui.

#### Bully Boyz
Gruppo composto da Dario, Valerio e Paolo, tre ragazzi bulli perditempo che si divertono a prendere in giro gli altri e rompono cose

#### Bad Girlz
Gruppo composto da Federica, Annalisa e Fabiana, seguono la moda del momento, sono superficiali e perfide. Si divertono a prendersi gioco delle altre ragazze che non seguono la moda del momento  come Ginevra, Giulia ed Elena.

#### Giacomo
È uno dei migliori amici di Andrea. Indossa gli occhiali e viene spesso preso in giro o trattato male dai Bully Boyz.

## Nemici

### Malachia
Nel fumetto, è un Neutromante (ex Devil) che ha rinunciato alla vita eterna per amore di una donna umana, Vera. Quando poi lei lo ha lasciato, l'uomo ha deciso di vendicarsi di Terreni, Angels e Devils, evocando contro di loro i Riviventi grazie a un libro oscuro.
Nel cartone animato, è un misterioso uomo incappucciato, che obbedisce ciecamente a Reìna, perché la Angel lo ha privato del libero arbitrio. Era un alchimista che visse a Parigi alla fine dell'Ottocento, nonché il Terreno affidato a Reìna. Dopo la scomparsa della moglie Angelie, diventò avido. Si scopre poi che è il vero padre di Raf e si sacrifica per salvare la vita della figlia.

Poteri
1. Black Shield: fornitogli dalla Sfera Nera creata da Reìna, crea attorno a lui uno scudo.

### Solo fumetto

#### Riviventi
Cinque creature leggendarie, prive di emozioni, che vanno oltre il bene e il male. Sono state create da Malachia: sono nati dal magma, nutriti con le lacrime di Raf e liberati dalle risate di Sulfus. Hanno il potere di infettare i Terreni, rubando loro le emozioni e privandoli del libero arbitrio e della capacità di distinguere tra il bene e il male. Con il proseguire delle evocazioni, acquisiscono una coscienza e tradiscono Malachia, rubandogli il libro oscuro. Possono assumere 99 forme diverse, essendo stati creati utilizzando una Angel e un Devil al 99%: la centesima forma è la più micidiale, capace di trasformarli in Rilucenti, creature composte cioè da antimateria che, invece di rubare solo le emozioni, assorbono qualsiasi cosa.

### Solo cartone animato

#### Reìna
Nemica della prima stagione. È una terribile ed infida strega infernale, nonché una Neutra (né Angel, né Devil) crudele e superba. Vuole vendicarsi degli Angels e dei Devils perché l'hanno imprigionata nel Limbo. Infatti, un tempo era una Angel, che si innamorò del proprio Terreno, Malachia, che custodiva in contrapposizione al Devil Zebel. Per farlo innamorare di lei e convincerlo così a tornare ad essere buono, usò un filtro d'amore, ma fallì e rubò il suo ritratto dalla Sala dei Ritratti, assoggettandolo così al suo volere. A causa di questo sacrilegio finì in catene nel Limbo. Vuole che Raf e Sulfus si innamorino e si bacino, perché un secondo sacrilegio le darebbe la libertà. Viene sconfitta da Raf grazie al Prisma Fly e rimandata nel Limbo, prigioniera della Sfera Nera. Ricompare alla fine della seconda stagione, liberata da Blu. La sua mascotte era lo scarabeo Scarap, che si trasformava in una spilla appuntata sul suo petto. Il suo nome è l'ipocoristico di Regina.

Poteri da Angel
1. Electric Fly: una scossa elettrica colpisce l'avversario.

#### Pherox
Compaiono nella prima stagione. Mostruosi animali che vivono nel Limbo, simili a scimmiette nere e bianche, con gli occhi rossi e luminosi, richiamati da Reìna. Hanno un morso velenoso, ma ne esiste l'antidoto.

#### Blu
Compare nella seconda stagione. Una malefica strega vampira che lavora per i rapitori di Angelie e ha il potere dell'ipnosi. Dietro ordine dei suoi padroni, rapisce Sulfus, lo ipnotizza e lo imprigiona, ma si innamora di lui e il Devil gioca con i suoi sentimenti per scappare. Blu medita così vendetta nei suoi confronti. Si scopre più tardi che è la principessa del Limbo e che lavora per Cassidy e Kubral per ottenere la chiave in loro possesso, che usa, al termine della stagione, per liberare Reìna.

Poteri: oltre agli attacchi seguenti, è in grado di trasformarsi in un pipistrello.
1. Hypnotic Bite: ipnotizza l'avversario guardandolo negli occhi.
2. Shadow Bite: diventa incorporea.
3. Panther Bite: le unghie delle mani diventano artigli molto lunghi e affilati.
4. X Bite: le conferisce la vista a raggi X.

#### Cassidy
Compare nella seconda stagione. È una dei rapitori di Angelie e una dei nuovi insegnanti delle Angels. Anni prima, era il generale della Squadra Angelica nella battaglia dei 1000 anni, tuttavia, quando il patto di pace (il V.E.T.O) fu creato, lei fu espulsa dall'esercito perché era contraria.

Poteri
1. Mirror Shield: uno scudo che rimanda l'attacco dell'avversario.
2. Claustro Ala: crea delle grate di luce che sbarrano l'accesso.
3. Ad Vitam Re-evoked: riporta le cose a com'erano nel passato e i cadaveri in vita.
4. Vincolum Wing: crea delle catene che imprigionano l'avversario.

#### Kubral
Compare nella seconda stagione. È uno dei rapitori di Angelie e uno dei nuovi insegnanti dei Devil. Proprio come Cassidy, anni prima era il generale della Squadra Diabolica e Demonica nella battaglia dei 1000 anni, ma quando il patto di pace fu creato, fu espulso dall'esercito perché era contrario. Ha potere sull'elettricità.

Poteri
1. Lightning Shield: uno scudo di fulmini.
2. Lapidum: uno strato di roccia protettivo ricopre il corpo.
3. Vortex: crea un vortice che respinge gli attacchi.
4. Electro Blaze: manda una scarica elettrica contro l'avversario.

#### Abel e Mabel
Due soldati della guardia d'onore di Cassidy, sono Angel gemelle che amano lo sport, soprattutto la pallavolo. Compaiono per la prima volta nella seconda stagione e affrontano Miki e Gas.

Poteri
1. Slam Fly/Double Slam Fly: le loro ali permettono di trasformare la palla di pallavolo in una sfera metallica. Se le sfere toccano il suolo possono anche creare un buco nero che risucchia all'interno l'avversario.
2. Ball Fly: creano delle palle dal nulla.
3. Clothes Fly: le gemelle girano molto velocemente e si sbarazzano dei loro vestiti normali, indossando dei bikini che permettono loro di muoversi più velocemente.
4. Fusion Fly: permette di fondersi con gli altri Angel della guardia d'onore, formando un'unica creatura.

#### Arcangelo
Uno dei soldati della guardia d'onore di Cassidy, è un Angel che ha potere sulla scherma. Compare per la prima volta nella seconda stagione e affronta Kabalé.

Poteri
1. Cut Fly: usa la sua spada per tagliare il nemico.
2. Fusion Fly: permette di fondersi con gli altri Angel della guardia d'onore, formando un'unica creatura.

#### Tyrone
Uno dei soldati della guardia d'onore di Cassidy, è un Angel con poteri basati sulla forza. Compare per la prima volta nella seconda stagione e sfida i gruppi di Raf e Sulfus.

Poteri
1. Jammer Fly: Tyrone lancia il suo bilanciere con forza tale da distruggere le cose.
2. Fusion Fly: permette di fondersi con gli altri Angel della guardia d'onore, formando un'unica creatura.

#### Kuspide
Una dei soldati della guardia d'onore di Kubral, ha sempre avvolto intorno al braccio un serpente velenoso; anche i suoi capelli ricordano dei serpenti, e ha il corpo coperto di scaglie. Compare per la prima volta nella seconda stagione, combattendo contro Sulfus.

Poteri':
1. Venom Fly/Double Venom Fly: il suo serpente spara getti di veleno.
2. Fusion Fly: permette di fondersi con gli altri Devil della guardia d'onore, formando un'unica creatura.

#### Miguel
Uno dei soldati della guardia d'onore di Kubral, è un Devil torero. Compare per la prima volta nella seconda stagione e affronta Urié.

Poteri
1. Ground Fly: la sua spada entra in contatto con il suolo liberando un'onda di energia che blocca i piedi dell'avversario a terra, rendendogli impossibile evitare i suoi attacchi.
2. Bull Fly: gli permette di chiamare un toro per attaccare l'avversario.
3. Horse Fly: gli permette di chiamare un cavallo che, con la sua velocità, è invisibile all'avversario.
4. Fusion Fly: permette di fondersi con gli altri Devil della guardia d'onore, formando un'unica creatura.

#### Deimos e Phobos
Due soldati della guardia d'onore di Kubral, sono Devil gemelli che attaccano sempre insieme, colpendo la terra con delle clave che possono cambiare la gravità. Nessuno di loro parla: emettono versi. Compaiono per la prima volta nella seconda stagione e affrontano Cabiria e Dolce.

Poteri
1. Fusion Fly: permette di fondersi con gli altri Devil della guardia d'onore, formando un'unica creatura.